# رفرونتولو
رفرونتولو (به ایتالیایی: Refrontolo) یک کومونه در ایتالیا است که در استان ترویزو واقع شده‌است.

## خصوصیات
رفرونتولو ۱۳٫۱ کیلومترمربع مساحت و ۱٬۸۲۰ نفر جمعیت دارد و ۲۱۶ متر بالاتر از سطح دریا واقع شده‌است.